# Trò chuyện trực tuyến

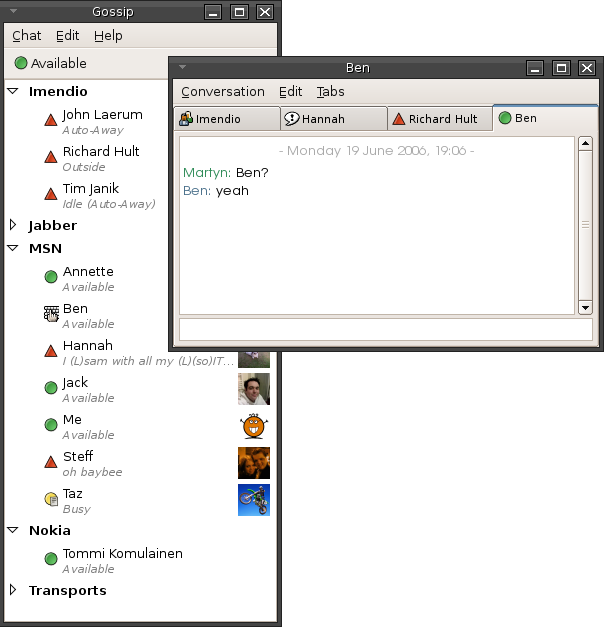
Trong chương trình trò chuyện trực tuyến điển hình này, cửa sổ bên trái hiển thị danh sách các liên hệ và cửa sổ bên phải hiển thị cuộc trò chuyện giữa người dùng và một trong những liên hệ đó

Trò chuyện trực tuyến có thể đề cập đến bất kỳ loại giao tiếp nào qua Internet cung cấp truyền tin nhắn văn bản theo thời gian thực từ người gửi đến người nhận. Tin nhắn trò chuyện thường ngắn để cho phép những người tham gia khác phản hồi nhanh chóng. Do đó, một cảm giác tương tự như một cuộc trò chuyện được tạo ra, giúp phân biệt trò chuyện với các hình thức giao tiếp trực tuyến dựa trên văn bản khác như diễn đàn Internet và email. Trò chuyện trực tuyến có thể giải quyết các liên lạc điểm-điểm cũng như liên lạc đa hướng từ một người gửi đến nhiều người nhận và trò chuyện thoại và video hoặc có thể là một tính năng của dịch vụ hội nghị web.
Trò chuyện trực tuyến theo định nghĩa ít nghiêm ngặt hơn có thể chủ yếu là bất kỳ trò chuyện trực tiếp dựa trên văn bản hoặc video (webcam), trò chuyện một đối một hoặc trò chuyện nhóm nhiều người (còn gọi chính thức là hội nghị đồng bộ), sử dụng các công cụ như tin nhắn tức thời, Internet Relay Chat (IRC), người nói chuyện và có thể cả MUD. Trò chuyện trực tuyến biểu hiện xuất phát từ chữ tiếng Anh chat, có nghĩa là "cuộc trò chuyện không chính thức". Trò chuyện trực tuyến bao gồm các ứng dụng dựa trên web cho phép liên lạc - thường được xử lý trực tiếp, nhưng ẩn danh giữa những người dùng trong môi trường nhiều người dùng. Hội nghị web là một dịch vụ trực tuyến cụ thể hơn, thường được bán dưới dạng dịch vụ, được lưu trữ trên máy chủ web do nhà cung cấp kiểm soát.

## Lịch sử
Hệ thống trò chuyện trực tuyến đầu tiên được gọi là Talkomatic, được tạo bởi Doug Brown và David R. Woolley vào năm 1973 trên PLATO System tại Đại học Illinois. Nó cung cấp một số kênh, mỗi kênh có thể chứa tối đa năm người, với các thông báo xuất hiện trên tất cả các màn hình theo từng ký tự của người dùng khi họ được nhập. Talkomatic rất phổ biến đối với người dùng PLATO vào giữa những năm 1980. Vào năm 2014, Brown và Woolley đã phát hành phiên bản Talkomatic dựa trên web.
Hệ thống trực tuyến đầu tiên sử dụng lệnh "trò chuyện" thực tế đã được tạo ra cho The Source vào năm 1979 bởi Tom Walker và Fritz Thane của Dialcom, Inc.
Các nền tảng trò chuyện khác phát triển mạnh mẽ trong những năm 1980. Trong số những người đầu tiên có GUI là BroadCast, một phần mở rộng Macintosh đã trở nên đặc biệt phổ biến trong các trường đại học ở Mỹ và Đức.
Cuộc trò chuyện Internet xuyên Đại Tây Dương đầu tiên diễn ra giữa Oulu, Phần Lan và Corvallis, Oregon vào tháng 2 năm 1989.
Dịch vụ trò chuyện trực tuyến chuyên dụng đầu tiên được phổ biến rộng rãi cho công chúng là CompuServe CB Simulator vào năm 1980,   được tạo bởi giám đốc điều hành CompuServe Alexander "Sandy" Trevor ở Columbus, Ohio. Tổ tiên của nó bao gồm phần mềm trò chuyện mạng như lệnh "talk" của UNIX được sử dụng trong những năm 1970.